# ブースト計

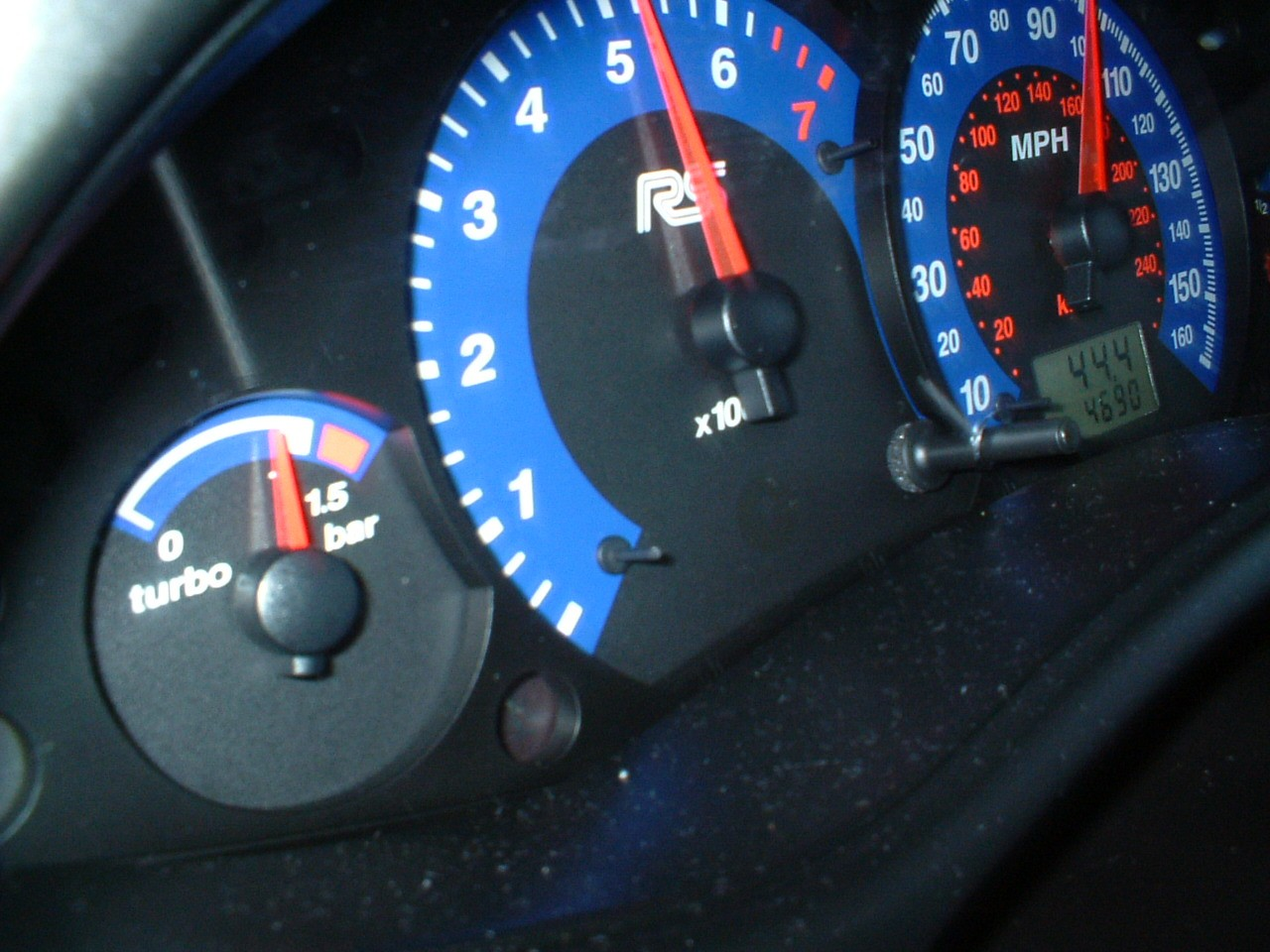
フォード・フォーカスRSのブースト計。過給圧の数値が1.5バールまで明示されている。

ブースト計（ブーストけい、Boost-meter、Boost-gauge、過給圧計）は、過給機付きの内燃機関において過給圧力を指示する計器、測定器である。
指針式のブースト計の場合、多くはブースト計の負圧指針範囲がそのまま負圧計の機能を兼ねているものが多い。
以下では特に、自動車とオートバイのブースト計に関して記述する。

## 概要
過給機付きエンジンにとって過給圧力は、過給機の作動状態を知るために必要である。
このようなエンジンを持つ車両では、過給圧力を適切に把握しないまま走行を続けると、過剰な過給圧による燃費の低下を招いたり、ウェイストゲートバルブの故障など過給圧制御系統に異常が発生した場合、過給圧力が過剰に掛かることにより最悪の場合はエンジンや過給機が破損する恐れがある。
走行中の過給圧力の急激な変化は、過給機の重大な故障を示す物でもあり、操縦者がどのスロットル開度で過給圧が掛かり始めるのか、あるいはどの数値以上過給圧が掛かるとウェイストゲートバルブが作動して過剰な過給圧が抜けるのかを把握する意味でも、多くの過給機付きエンジン搭載車両にブースト計が何らかのかたちで搭載されている。
一方で、軽自動車などの低価格車両の中にはブースト計というかたちではなく、過給圧表示灯というかたちで装備されているものも存在する。この場合には操縦者は計器からは「過給が掛かっているか否か」しかわからない。
計器としての単位はkgf/cm2である。北米ではpsiを用いることもあるが、純正装着のブースト計の文字盤には0.5kgf/cm2刻み程度の大まかな表記しか行われていない場合が多い。ブースト計は過給器が無い自然吸気の車でも取り付け可能であるが、その場合、正圧になることは絶対になく、負圧で逆の動作をするようになっている。(ターボ車にバキューム計を取り付けする逆パターンも同様)

## 歴史
ブースト計の歴史は、過給機の登場とともに始まった。
自然吸気エンジンにおいても、すでに負圧計が取り付けられていたものが存在していたが、ブースト計は過給機付きエンジンの吸気システムにおいて過給圧が正常に掛かり、ウェイストゲートバルブが正常に作動するかを把握するバロメーターという意味で、自然吸気エンジンにおける負圧計よりも重要な計器でもあった。
自動車においては1970年代の第一次オイルショックや米国のマスキー法の施行により、市場からの排ガス浄化性能に対する要望が高まり、燃料装置に電子制御式燃料噴射装置が採用され始めたことで、過給機付きエンジンを量産車に搭載するための道筋が開けていった。
市販車両での過給機付きエンジンは1970年代の終わり頃に登場し、ブースト計は本来の「過給機付きエンジンの動作が正常か否かを判定する機能」以外に、「過給圧の変化が視覚的にドライバーにアピールできる」といった販売上の側面からも純正採用が急速に進んでいった。
また、チューニングの過程においてターボチャージャーの交換や、ウェイストゲートバルブの強化、ブーストコントローラーによる過給圧の変更などに伴い、最大過給圧を正しく調整する意味でも必須の計器となっていった。
しかし、ブースト計は車両に関わる法規でも必須とはされておらず、ブースト計を排除したり、故障により動作しなくても整備不良とはならず、車検にも影響はない。

## 構造
現在使用されているブースト計は、大きく分けて機械式と電気式に分類される。両者の大きな違いは、メーター本体が吸気圧力や過給圧を機械的に読み取るか、圧力センサーやエアフロメーターを介して電気的に読み取るかである。

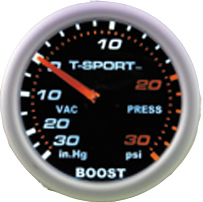
30 psiまで計測可能な社外品のブースト計

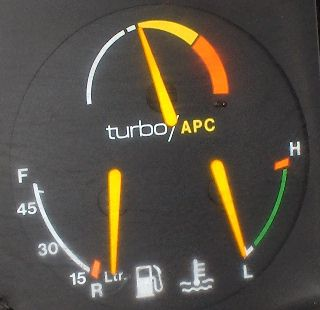
サーブ・900のAPC・ブースト計兼用メーター。過給圧の数値は明示されていない。

### 機械式ブースト計
機械式ブースト計は、表示部の付いたブースト計本体内に、インテークマニホールドからのバキュームホースを直接引き込んで過給圧を計測して表示する形式である。
バキュームラインを引き廻す必要がある事から配管の設置に手間が掛かるが、電気式メーターに比較して安価であることや、万が一配管が外れた場合の危険性が水温計や油温計に比べて低いことから、社外品のブースト計の多くが今日でもこの方式を採用している。

### 電気式ブースト計
電気式ブースト計はインテークマニホールド内に備えられた圧力センサーによって過給圧を測定し、電気式メーターに過給圧力を表示する方式である。車種によってはエンジンコントロールユニットやエアフロメーターの測定値から過給圧を計算して表示するものもある。
現在の車両に純正で備え付けられているブースト計の多くはこの形式である。
社外品の後付けメーターにおいては、車両のエンジンコントロールユニットから配線を分岐させて読み取るタイプのものが存在するが、機械式ブースト計と比較して対応車種の範囲が狭くなるデメリットもある。

### デジタルブーストメーター
デジタルブーストメーターは、ブースト計の表示部分によるバリエーションの1つである。メーターのデジタル化は、1970年代にスピードメーターを初めとするほとんどの計器で始まったが、スピードメーターなどで採用された7セグメント表示器を使用した数値表示方式は、タコメーター同様にブースト計には向いていなかった。
過給圧は短時間に大きく数値が変化するために読み取りが困難で、またブースト圧は上昇中であるのか、下降中であるのかといった情報がドライバーには重要であるが、その判定がセグメント表示では困難であったためである。このためデジタルブースト計にはLEDをバー状やグラフ状に並べて順番に点灯させ、バーが伸び縮みして表示されるバーグラフ式が採用された。しかし、デジタルタコメーターと同様な欠点として、バーグラフ式では良好な視認性を確保するのに比較的大きなメーター面積が必要なこと、視認性では針式よりも勝る部分はなかったこと、そしてなによりも『目新しさ』以外の実用上のメリットがなかったことから主流にはならなかった。

### 過給圧表示灯
過給圧表示灯は、電気式ブースト計のバリエーションのひとつである。
インテークマニホールド内の吸気圧力が負圧を超えて正圧になるとタービンのランプが点灯し、操縦者に過給が掛かっていることを知らせる。
ドライバーは過給圧が具体的に何kgf/cm2掛かっているのか数値的に知ることは不可能であるが、過給機が正常に作動しているか否かをおおよそ判定することは可能である。
主に軽自動車などの廉価な車両や、過給機付きエンジンの中でも構造上ウェイストゲートバルブが存在せず、最大過給圧を特に把握する必然性に乏しいスーパーチャージャー付きエンジンにこうした過給圧表示灯が採用されている。例としてスズキ・アルトワークス(初代 CC系～2代目 CM/CP/CN系前期)に標準装備されていた。

### 競技用装備のブースト計
モータースポーツ競技においては、過給圧の変化は過給機付きエンジンの出力の変化を知る重要な要素となる。
また、車両の改造度合いによって最大過給圧が大幅に変化しうるため、現在のウェイストゲートバルブがターボチャージャーの容量に対して適切であるか否かを知る意味でも、正確なブースト計が必須となっている。
そのため、社外品の後付けブースト計はそのほとんどが純正ブースト計よりも細かい数値（0.1kgf/cm2単位など）で表示を行う。
純正でブースト計が備え付けられている車両においても、純正ブースト計の測定限界値以上のブースト圧を掛ける場合などにおいては、社外ブースト計の設置には大きな意義があるとされる。

### 経済走行用装備のブースト計
原油価格の高騰化に伴って、経済走行を心がける操縦者が増えてきたが、定速走行する場合にも必要以上にブースト圧を掛けて燃費を悪化させないように、ブースト計の負圧測定によってできるだけ正圧を掛けないようにアクセルを操作するのに使用される。